# Любимое (Луганская область)
Любимое (укр. Любиме) — село, относится к Свердловскому району Луганской области Украины. Де факто — с 2014 года населённый пункт контролируется самопровозглашённой Луганской Народной Республикой.

## География
К югу от села проходит граница между Украиной и Россией. Соседние населённые пункты: сёла Клуниково на западе, Благовка и Новодарьевка на северо-западе, Марьевка, Дарьевка на севере, Зеленополье на северо-северо-востоке, Верхнетузлово и Новоборовицы на востоке.

## Общие сведения
Занимает площадь 17,183 км². Почтовый индекс — 94870. Телефонный код — 6434. Код КОАТУУ — 4424286605.

## История
Основано в 1885 году как немецкое католическое село Либенталь. Другие названия: с 1927 года — колония Любимая, с 1945 года — хутор Любимый, современное название с 1954 года.

## Население
Население по переписи 2001 года составляло 241 человек.
| Год  | Количество жителей |
| ---- | ------------------ |
| 1915 | 222                |
| 1926 | 449                |
| 1941 | 570                |
| 2001 | 241                |

## Местный совет
94870, Луганская обл., Свердловский городской совет, с. Новоборовицы, ул. Шевченко.